# Бельгійська хокейна ліга
Бельгійська хокейна ліга — щорічні хокейні змагання в Бельгії, які проводяться з 1912 року.

## Історія
Перший чемпіонат з хокею в Бельгії пройшов у 1912 році, правда чемпіонати переривались під час Першої світової війни, світової економічної кризи 1929—1934 років, у сезоні 1994/95 чемпіонат не дограли через скасування плей-оф.
У чемпіонаті довгий час беруть участь від 5 до 8 клубів. 
У сезоні 2010/11 два бельгійські клуби брали участь в Кубку Північного моря разом з найкращими клубами Нідерландів. Цей турнір пройшов лише двічі, а клуби що брали в ньому участь разом з іншими клубами Бельгії утворили Бельгійську хокейну лігу, яка провела свій перший сезон у 2012/13 роках.

## Список чемпіонів
- 1912: Брюссель Руаяль
- 1913: Брюссель Руаяль
- 1914: Серкль Брюссель
- 1915-1919: Не грали
- 1920: Серкль Брюссель
- 1921: Серкль Брюссель
- 1922: Сен Совер
- 1923: Брюссель Руаяль
- 1924: Ле Пюк Антверпен
- 1925: Ле Пюк Антверпен
- 1926: Ле Пюк Антверпен
- 1927: Ле Пюк Антверпен
- 1928: Ле Пюк Антверпен
- 1929: Серкль Антверпен
- 1930-1933: Не грали
- 1934: Серкль Антверпен
- 1935: Серкль Антверпен
- 1936: Серкль Антверпен
- 1937: Серкль Спорт Брюссель
- 1938: Брюссель Руаяль
- 1939: Серкль Спорт Брюссель
- 1940: Брюссель Руаяль
- 1941: Брюссель Руаяль
- 1942: Брюссель Руаяль
- 1943: Брюссель Руаяль
- 1944: Брюссель Руаяль
- 1945: Брюссель Руаяль
- 1946: Серкль Юніс
- 1947: Брюссель Руаяль
- 1948: Брюссель Руаяль
- 1949: Серкль Льєж
- 1950: Брабо
- 1951: Антант Сен Совер Брюссель
- 1952: Брабо
- 1953: Брабо
- 1954: Брабо
- 1955: Серкль Льєж
- 1956: Антверпен
- 1957: Антверпен
- 1958: Антверпен
- 1959: Антверпен
- 1960: Серкль Льєж
- 1961: Серкль Льєж
- 1962: Брюссель Руаяль
- 1963: Серкль Льєж
- 1964: Серкль Льєж
- 1965: Серкль Льєж
- 1966: Олімпія
- 1967: Олімпія
- 1968: Брюссель Посейдон
- 1969: Олімпія
- 1970: Брюссель Руаяль
- 1971: Брюссель Руаяль
- 1972: Серкль Льєж
- 1973: Серкль Льєж
- 1974: Серкль Льєж
- 1975: Брюссель Руаяль
- 1976: Брюссель Руаяль
- 1977: Брюссель Руаяль
- 1978: Брюссель Руаяль
- 1979: «Олімпія» (Хейстоп-ден-Берг)
- 1980: Брюссель Руаяль
- 1981: Геренталс
- 1982: Брюссель Руаяль
- 1983: «Олімпія» (Хейстоп-ден-Берг)
- 1984: Геренталс
- 1985: Геренталс
- 1986: «Олімпія» (Хейстоп-ден-Берг)
- 1987: «Олімпія» (Хейстоп-ден-Берг)
- 1988: «Олімпія» (Хейстоп-ден-Берг)
- 1989: «Олімпія» (Хейстоп-ден-Берг)
- 1990: «Олімпія» (Хейстоп-ден-Берг)
- 1991: «Олімпія» (Хейстоп-ден-Берг)
- 1992: «Олімпія» (Хейстоп-ден-Берг)
- 1993: Геренталс
- 1994: Геренталс
- 1995: Не виявили чемпіона
- 1996: Гріффонс
- 1997: Геренталс
- 1998: Геренталс
- 1999: «Олімпія» (Хейстоп-ден-Берг)
- 2000: «Фантомс» (Дерн)
- 2001: «Фантомс» (Дерн)
- 2002: Геренталс
- 2003: «Фантомс» (Дерн)
- 2004: «Олімпія» (Хейстоп-ден-Берг)
- 2005: Левен
- 2006: Вайт Капс Тюрнгаут
- 2007: Вайт Капс Тюрнгаут
- 2008: Вайт Капс Тюрнгаут
- 2009: Геренталс
- 2010: Левен
- 2011: Вайт Капс Тюрнгаут
- 2012: Геренталс
- 2013: Левен
- 2014: Льєж Бульдогс
- 2015: «Фантомс» (Дерн)
- 2016: Геренталс
- 2017: Геренталс
- 2018: Геренталс
- 2019: Геренталс
- 2020: Геренталс
- 2021: Не виявили чемпіона через пандемію COVID-19
- 2022: Льєж Бульдогс
- 2023: Льєж Бульдогс
- 2024: Геренталс
- 2025: Льєж Бульдогс

## Титули
| Титули | Клуб | Рік |
| ------ | --- | --- |
| 23     | Брюссель Руаяль 1911–1948 Brussels IHSC 1948–1954 Enente St`Sauveur 1954–1966 Brussels IHSC 1966–1970 Брюссель Посейдон | 1912, 1913, 1923, 1938, 1940, 1941, 1942, 1943, 1944, 1945, 1947, 1948, 1951, 1962, 1968, 1970, 1971, 1975, 1976, 1977, 1978, 1980, 1982 |
| 16     | Геренталс | 1981, 1984, 1985, 1993, 1994, 1997, 1998, 2002, 2009, 2012, 2016, 2017, 2018, 2019, 2020, 2024                                           |
| 11     | «Олімпія» (Хейстоп-ден-Берг)                                                                                            | 1979, 1983, 1986, 1987, 1988, 1989, 1990, 1991, 1992, 1999, 2004                                                                         |
| 10     | Серкль Льєж | 1949, 1955, 1960, 1961, 1963, 1964, 1965, 1972, 1973, 1974                                                                               |
| 5      | Ле Пюк Антверпен | 1924, 1925, 1926, 1927, 1928 |
| 4      | Антверпен | 1956, 1957, 1958, 1959 |
| 4      | Брабо | 1950, 1952, 1953, 1954 |
| 4      | Серкль Антверпен | 1929, 1934, 1935, 1936 |
| 4      | Вайт Капс Тюрнгаут | 2006, 2007, 2008, 2011 |
| 4      | «Фантомс» (Дерн) | 2000, 2001, 2003, 2015 |
| 4      | Льєж Бульдогс | 2014, 2022, 2023, 2025 |
| 3      | Серкль Брюссель | 1914, 1920, 1921 |
| 3      | Олімпія | 1966, 1967, 1969 |
| 3      | Левен | 2005, 2010, 2013 |
| 2      | Серкль Спорт Брюссель                                                                                                   | 1937, 1939 |
| 1      | Сен Совер | 1922 |
| 1      | Серкль Юніс | 1946 |
| 1      | Гріффонс | 1996 |